# Staurastrum simonyi
Staurastrum simonyi là một loài Song tinh tảo trong họ Desmidiaceae, thuộc chi Staurastrum.